# Pallacanestro Olimpia Milano 1981-1982
Questa voce raccoglie le informazioni riguardanti la Pallacanestro Olimpia Milano nelle competizioni ufficiali della stagione 1981-1982.

## Stagione

La Billy festeggia il 20º scudetto

Allenata dal tecnico Dan Peterson, la rosa è arricchita dall'arrivo di Roberto Premier e di Dino Meneghin proveniente da Varese, storica antagonista della squadra milanese.
L'Olimpia sponsorizzata Billy termina la regular season al 3º posto, con 21 vittorie su 32, dietro Pesaro e Torino. Nei play-off, elimina (2/1) nei quarti la Cidneo Brescia e in semifinale (2/0) la Berloni Torino; quindi in finale incontra, superandola 2 a 0, la Scavolini Pesaro conquistando il suo ventesimo scudetto.

## Roster[4]
Roster
| Nazionalità            | Nominativo           |
| ---------------------- | -------------------- |
| Italia (bandiera)      | Franco Boselli       |
| Stati Uniti (bandiera) | Mike D'Antoni        |
| Italia (bandiera)      | Vittorio Ferracini   |
| Italia (bandiera)      | Vittorio Gallinari   |
| Stati Uniti (bandiera) | John Gianelli        |
| Italia (bandiera)      | Marco Lamperti       |
| Italia (bandiera)      | Dino Meneghin        |
| Italia (bandiera)      | Roberto Premier      |
| Italia (bandiera)      | Rinaldo Innocenti    |
| Italia (bandiera)      | Antonio Della Monica |
| Italia (bandiera)      | Del Buono Piepaolo   |
| Italia (bandiera)      | Vincenzo Sciacca     |
| Italia (bandiera)      | Mario Pettorossi     |
| Italia (bandiera)      | Italo Pignolo        |

## Mercato
Nell'estate la società effettua un ingaggio clamoroso, dalla Pallacanestro Varese arriva il pivot Dino Meneghin fino ad allora considerato un acerrimo avversario. Dino Boselli invece viene ceduto a Varese. Arriva anche Roberto Premier da Gorizia 

## Risultati

### Serie A1

#### Play-off

##### Quarti di finale
| Arbitri: | Paolo Zanon Giorgio Gorlato |

|              |            |                |
| Dan Peterson | Allenatori | Riccardo Sales |

| Arbitri: | Carlo Filippone Michele Cagnazzo |

|                |            |              |
| Riccardo Sales | Allenatori | Dan Peterson |

| Arbitri: | Alessandro Teofili Luigi Bianchi |

|              |            |                |
| Dan Peterson | Allenatori | Riccardo Sales |

##### Semifinali
| Arbitri: | Giancarlo Vitolo Bruno Duranti |

|             |            |              |
| Gianni Asti | Allenatori | Dan Peterson |

| Arbitri: | Alessandro Teofili Armando Pinto |

|          |            |      |
| Peterson | Allenatori | Asti |

##### Finali
| Arbitri: | Giorgio Gorlato Paolo Zanon |

|              |            |              |
| Petar Skansi | Allenatori | Dan Peterson |

| Arbitri: | Paolo Fiorito Maurizio Martolini |

|          |            |        |
| Peterson | Allenatori | Skansi |